# Bangbayang (Lemahsugih)
Bangbayang is een bestuurslaag in het regentschap Majalengka van de provincie West-Java, Indonesië. Bangbayang telt 1523 inwoners (volkstelling 2010).